# پرهیز از خوردن
پرهیز از خوردن از راه دهان یا ناشتابودن (به انگلیسی: Nil Per Os (Nothing by Mouth)) یک دستور پزشکی بوده که محتوای آن این است که بیمار باید از خوردن و آشامیدن به مدت زمان محدودی پرهیز نماید.

## هدف
این واژه بر این موضوع تاکید دارد که بیمار پیش از شروع عمل جراحی جهت جلوگیری از تهوع و استفراغ بعد از بیهوشی و ورود مواد غذایی به سمت مجاری تنفسی و خطر خفگی در اثر بیهوشی، پیش از عمل چیزی نخورده و نیاشامیده باشد.